# 987
Раннє Середньовіччя •  Епоха вікінгів •  Золота доба ісламу •  Реконкіста

## Геополітична ситуація
Візантію очолює Василій II Болгаробійця. Малолітній Оттон III є формальним правителем Священній Римській імперії.
Королем Західного Франкського королівства став, принаймні формально, Гуго Капет.
Апеннінський півострів розділений між численними державами: північ належить Священній Римській імперії, середню частину займає Папська область, на південь від Римської області лежать невеликі незалежні герцогства, деякі області на півночі та на півдні належать Візантії, інші окупували сарацини. Південь Піренейського півострова займає Кордовський халіфат на чолі з Хішамом II. Північну частину півострова займають королівство Астурія і королівство Галісія та королівство Леон, де править Бермудо II.
Королівство Англія очолює Етельред Нерозумний.
У Київській Русі триває правління Володимира. У Польщі править Мешко I. Перше Болгарське царство частково захоплене Візантією, в іншій частині править цар Самуїл. У Хорватії править король Степан Држислав. Великим князем мадярів є Геза.
Аббасидський халіфат очолює ат-Таї, в Єгипті владу утримують Фатіміди, в Середній Азії — Саманіди, починається становлення держави Газневідів. У Китаї продовжується правління династії Сун. Значними державами Індії є Пала, Пратіхара, Чола. В Японії триває період Хей'ан.

## Події
- Похід князя Володимира в Крим і захоплення ним Херсонеса.
- Візантійський полководець Барда Фока вчинив бунт і проголосив себе імператором. Чинний імператор Василій II звернувся за допомогою до київського князя Володимира. Володимир погодився за умови шлюбу з Анною Порфірогенетою. Василій II виставив умову хрещення Володимира.
- Королем Західного Франкського королівства обрано Гуго Капета.
- Жителі міста Барі збунтували проти візантійського правління.
- Тольтеки вторглися на Юкатан. Почався період нової імперії в Центральній Америці.